# Momotombito
Momotombito är en 389 meter hög stratovulkan i Nicaragua. Den ligger i Xolotlánsjön i kommunen La Paz Centro i departementet León, på ön Isla Momotombito. Vulkanen ligger tio kilometer sydost om den betydligt större vulkanen Momotombo, och Momotombito beytyder Lilla Momotombo. Tillsammans utgör de två vulkanerna naturreservatet Complejo Volcánico Momotombo Momotombito.
Vulkanen består av basalt. Den obebodda skogbeklädda vulkanön har ett rikt fågelliv, samt arkeologiska lämningar från för-Colombiansk tid.